# Trichocomaceae

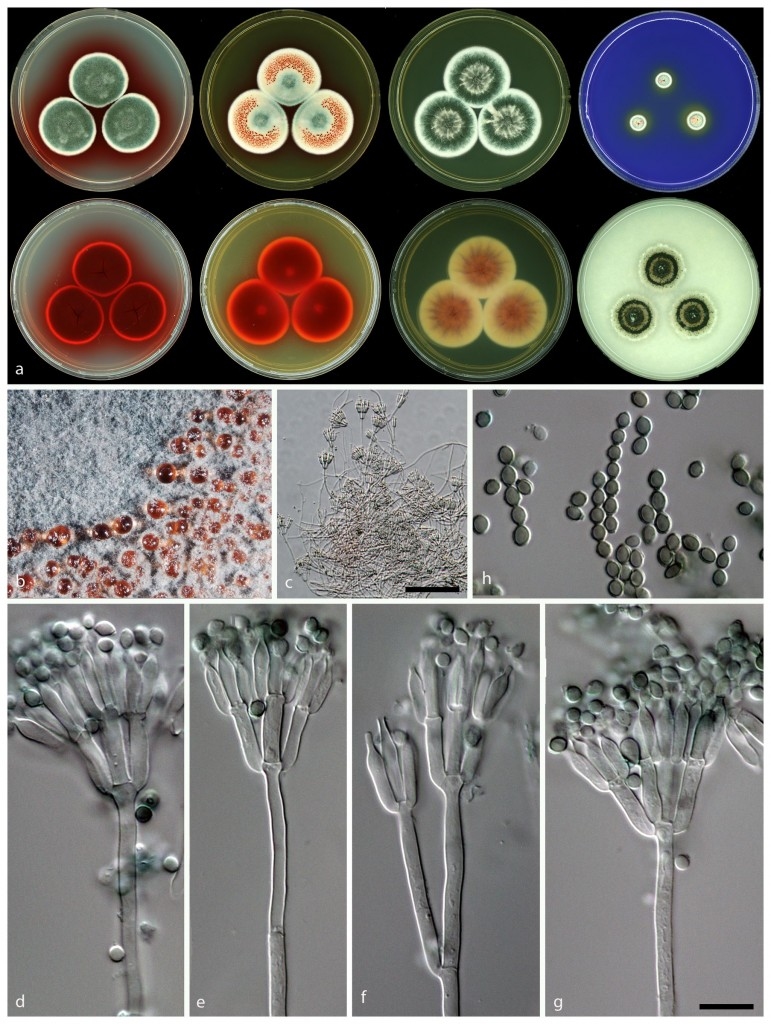
Talaromyces atroroseus: a: Kolonien jeweils vorne und hinten auf Czapek-Dox-Hefe-Agar (CYAS); aus Hefeextrakt-Sucrose-Agar (YES), auf Kreatin-Sucrose-Agar (CREA); auf Hafermehl-Agar (OA). b: Textur der Kolonie auf Malzextrakt-Agar (MEA) c–g: Konidienträger auf MEA; h: Konidien. Messstriche in c = 50 µm, in g = 10 µm mit derselben Entsprechung in d–h).

Die Trichocomaceae sind eine früher relativ große Familie der Schlauchpilze (Ascomycota). Die Arten der Familie verfügen über einen pleomorphen Entwicklungszyklus, das heißt, dass sie sowohl sexuelle Stadien, Teleomorphen genannt, als auch asexuelle Stadien, Anamorphen genannt, durchlaufen. Die Trichocomaceae sind insofern besonders unter den Schlauchpilze, als viele Arten bevorzugt in ihrer asexuellen Form, als Anamorphe, auftreten.

## Beschreibung
Die typischen Fruchtkörper der Trichocomaceae sind Kleistothecien, die in stromatische Struktur eingebettet sind. Einige Arten bilden aber auch Asci ganz ohne kleistothecienartige Wand, die direkt in der stromatischen Struktur liegen.
Das Peridium der Kleistothecien, wenn vorhanden, ist zwischen den einzelnen Gattungen sehr variabel. Falls es sich um ein echtes Peridium handelt, entspringt es aus Hyphen, die es umgeben. Die Asci sind nahezu kugelig oder breit keulenförmig.
Häufig treten die Arten als Anamorphen auf oder sind sogar Fungi imperfecti, sodass eine Bestimmung anhand der Fruchtkörper unmöglich ist.

## Verbreitung
Die Familie ist kosmopolitisch verbreitet, jedoch schwerpunktmäßig in den Tropen und Subtropen.

## Systematik
David Warren Malloch teilte die Familie 1985 in zwei Unterfamilien, die Trichocomoideae und die Dichlaenoideae. Da dieselben Anamorphen aber in beiden Gruppen auftauchen, sind diese wahrscheinlich nicht monophyletisch. Eine molekulargenetische Untersuchung aus dem Jahr 1995 lässt jedoch vermuten, dass es sich bei der Familie der Trichocomaceae um eine monophyletische Gruppe handelt.
2016 wurde die Familie aufgeteilt und es gehören nur noch folgende Gattungen zur Familie:
- - Acidotalaromyces mit nur einer Art
  - Ascospirella mit nur einer Art
  - Dendrosphaera mit nur einer Art
  - Evansstolkia mit nur einer Art
  - Rasamsonia mit elf Arten
  - Sagenomellaa mit acht Arten
  - Talaromyces mit 149 Arten
  - Thermomyces mit sechs Arten
  - Trichocoma mit zwei Arten

Große Gattungen wie Gießkannenschimmel (Aspergillus), Pinselschimmel (Penicillium) gehören jetzt zur Familie Aspergillaceae, Paecilomyces inklusive der früheren Gattung Byssochlamys zu den Thermoascaceae.